# The Win(k)some Widow
The Win(k)some Widow è un film muto del 1914 diretto da Edmond F. Stratton. La protagonista era Cissy Fitzgerald, star della scena teatrale del West End e di Broadway.

## Trama
Poiché la sua commedia musicale è un flop, Cutey, l'addetto stampa, ingaggia per lo spettacolo una famosa stella del palcoscenico, conosciuta anche per il suo vezzo di fare l'occhiolino (wink, in inglese). Con un gioco di parole, Cutey trasforma il titolo della commedia da The Winsome Widow (la vedova seducente) in The Win(k)some Widow. La vedova civettuola incontra un grande successo di pubblico e tutti gli uomini, a cominciare da Cutey fino all'ultimo attore, si infatuano della bella attrice. Tanto che, quando lei si reca in campagna per riposarsi qualche giorno, comincia il pellegrinaggio dei suoi ammiratori. Con loro sorpresa, gli improvvidi corteggiatori scoprono che è in arrivo anche il marito della bella e tutti quanti devono trovare qualche scusa per giustificare la loro presenza per poi sgattaiolarsene via, senza destare sospetti.

## Produzione
Il film fu prodotto dalla Vitagraph Company of America come Broadway Star.

## Distribuzione
Distribuito dalla General Film Company, il film uscì nelle sale cinematografiche statunitensi il 21 settembre dopo essere stato presentato in prima a New York il 7 settembre 1914 al Vitagraph Theatre.